# لیسه‌های گردپشت
لیسه‌های گردپشت(نام علمی: Arionidae) نام یک تیره از بالاخانواده شکم‌پایان آریونویدئا است.